# Robin Tait

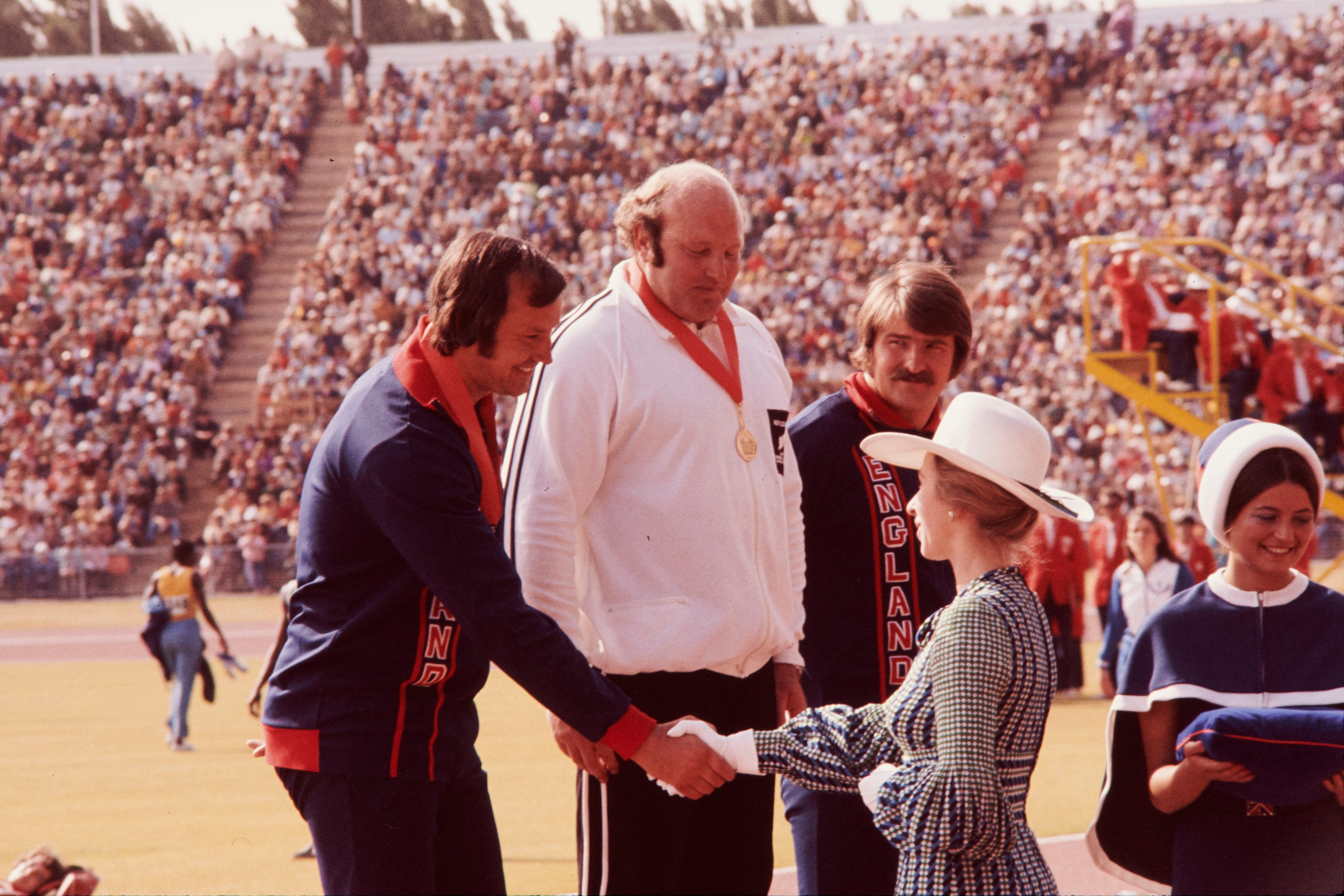
Robin Tait mit Goldmedaille bei den Commonwealth Games 1974, Prinzessin Anne gratuliert den Diskus-Siegern

Robin Tait (Robin Douglas Tait; * 14. April 1940 in Dunedin; † 20. März 1984 in Auckland) war ein neuseeländischer Diskuswerfer und Kugelstoßer.
Bei den British Empire and Commonwealth Games 1962 in Perth wurde er Vierter im Diskuswurf und Zwölfter im Kugelstoßen. Vier Jahre später gewann er bei den British Empire and Commonwealth Games 1966 in Kingston Bronze im Diskuswurf und wurde Sechster im Kugelstoßen.
Bei den Olympischen Spielen 1968 in Mexiko-Stadt kam er im Diskuswurf auf den zwölften und bei den British Commonwealth Games 1970 in Edinburgh auf den sechsten Platz.
1972 kam er bei den Olympischen Spielen in München im Diskuswurf nicht über die Qualifikation hinaus.
Bei den British Commonwealth Games 1974 in Christchurch siegte er im Diskuswurf und wurde Fünfter im Kugelstoßen. 
Danach wurde er im Diskuswurf Siebter beim Leichtathletik-Weltcup 1977 in Düsseldorf, Vierter bei den Commonwealth Games 1978 in Edmonton und Sechster beim Leichtathletik-Weltcup 1979 in Montreal. 1981 gewann er Silber bei den Pacific Conference Games und wurde Achter beim Leichtathletik-Weltcup in Rom. Ebenfalls auf den achten Platz kam er bei den Commonwealth Games 1982 in Brisbane.
Vierzehnmal wurde er Neuseeländischer Meister im Diskuswurf (1963, 1965, 1968–1970, 1973, 1974, 1976, 1978–1983) und viermal im Kugelstoßen (1963, 1971, 1973, 1974).

## Persönliche Bestleistungen
- Kugelstoßen: 18,83 m, 17. November 1973, Auckland
- Diskuswurf: 63,08 m, 31. Januar 1974, Christchurch